# Ctenodontina carrerai
Ctenodontina carrerai är en tvåvingeart som först beskrevs av Hull 1958.  Ctenodontina carrerai ingår i släktet Ctenodontina och familjen rovflugor.
Artens utbredningsområde är Peru. Inga underarter finns listade i Catalogue of Life.